# کالافوتسی
کالافوتسی (به لاتین: Kalafotsy) یک منطقهٔ مسکونی در ماداگاسکار است که در ایکونگو واقع شده‌است. کالافوتسی ۱۱٬۰۰۰ نفر جمعیت دارد و ۳۰۵ متر بالاتر از سطح دریا واقع شده‌است.